# Sandra Braz
Sandra Braz Bastos (Lobão, Portugal - 1 de marzo de 1978) es una árbitra de fútbol portuguesa internacional desde el 2004.

## Carrera

### Torneos de selecciones
Ha arbitrado en los siguientes torneos de selecciones nacionales:
- Clasificación de UEFA para la Copa Mundial Femenina de Fútbol de 2011
- Campeonato Femenino Sub-19 de la UEFA de 2011
- Eurocopa Femenina 2013
- Campeonato Europeo Femenino Sub-19 de la UEFA 2013
- Clasificación de UEFA para la Copa Mundial Femenina de Fútbol de 2015
- Clasificación para la Eurocopa Femenina 2017
- Copa Mundial Femenina de Fútbol Sub-17 de 2016 en Jordania
- Clasificación de UEFA para la Copa Mundial Femenina de Fútbol de 2019
- Copa de Algarve
- Copa Mundial Femenina de Fútbol Sub-17 de 2018 en Uruguay
- Copa Mundial Femenina de Fútbol de 2019 en Francia[2]